# هارت ستوبر
هارت ستوبر (بالإنجليزية: Heartstopper) هو مسلسل كوميدي رومانسي بريطاني من إخراج يوروس لين وبطولة كيت كونور، جو لوك، ويليام غاو، ياسمين فيني وسيباستيان كروفت. صدر المسلسل على منصة نتفليكس في 22 أبريل 2022.

## روابط خارجية
- الموقع الرسمي
- هارت ستوبر على موقع IMDb (الإنجليزية)
- هارت ستوبر على موقع ميتاكريتيك (الإنجليزية)
- هارت ستوبر على موقع روتن توميتوز (الإنجليزية)
- هارت ستوبر على موقع نتفليكس (الإنجليزية)
- هارت ستوبر على موقع كينوبويسك (الروسية)
- هارت ستوبر على موقع ألو سيني (الفرنسية)
- هارت ستوبر على موقع قاعدة بيانات الفيلم (الإنجليزية)